# Аллея Кремлёвских Курсантов
Алле́я Кремлёвских Курса́нтов — улица на юго-востоке Москвы в районе Люблино Юго-Восточного административного округа между Ставропольской улицей и улицей Марьинский Парк.

## Происхождение названия
Аллея Кремлёвских Курсантов получила своё нынешнее название 3 февраля 2015 года в честь почётного звания курсантов и выпускников военных учебных заведений, являющихся правопреемниками Первых Московских пулемётных курсов по подготовке командного состава РККА. Прежнее название — Проектируемый проезд № 813..

## Описание
Аллея Кремлёвских Курсантов начинается от дома 74 по Ставропольской улице, проходит на юго-восток, справа к ней примыкают Тихорецкий бульвар, улица Перерва и улица Маршала Кожедуба, затем сливается с проходящей по дуге улицей Марьинский Парк. Вдоль левой стороны аллеи расположены линия электропередач (под ней находятся гаражи) и Люблинское кладбище, на углу с Тихорецким бульваром до пересечения с улицей Перерва, справа расположен торговый комплекс «Люблинское поле». Жилых домов по улице по состоянию на 2016 год не числится. Дома 74 и 76, фактически находящиеся на ней, имеют адрес по Ставропольской улице. По аллее (дом 3) имеется технологический корпус электрической подстанции  № 593 «Дубровская»,а также территория ГСПК № 22 «Подшипник», старейшего гаражного кооператива в ЮВАО.

## Движение транспорта
На улице введено двухстороннее движение. Сквозное движение общественного транспорта осуществляется на коротком участке от перекрёстка со Ставропольской улицей до пересечения с Тихорецким бульваром.